# Pláštěnka (oblečení)

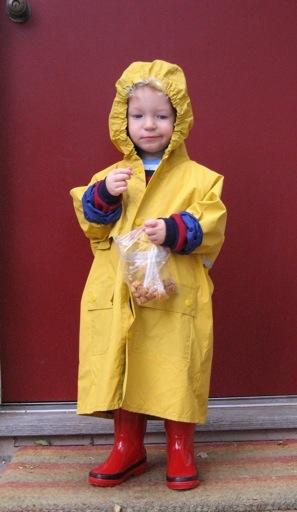
Dítě v pláštěnce s kapucí

Pláštěnka je ochranný oděv pro lidi i zvířata (např. psy či koně) a také ochranný obal pro batoh nebo kočárek nejčastěji využívaný v deštivém počasí.

## Popis
Vyrábí se z nejrůznějších materiálů jako jsou například PVC, guma a moderní nepromokavé látky, které jsou prodyšné, jako je Gore-Tex, Tyvek a povlakovaný nylon. Pro efektivnější ochranu před deštěm může být pláštěnka kombinována s pláštěnkovými kalhotami a holínkami.
Klasická pláštěnka má tvar kabátu s kapucí, pončo je jednoduchého obdélníkového střihu a nemívá oddělené rukávy.

## Historie
Deštník se k ochraně před deštěm používal již v Číně před 1700 lety, přímo na těle se nosily oděvy z kůží a téměř nepropustných tkanin vyrobených například z ovčí vlny.
Za první moderní pláštěnku, která byla vyrobena z pogumované textilie a prodaná v roce 1824, se považuje oděv zhotovený podle patentu skotského lékárníka Charlese Macintoshe. Použil na ni nepromokavou plachtovinu, kterou nazval Indická gumová látka. Ta byla navržena jako sendwič, tedy gumová vrstva byla z rubu i líce potažena textilní tkaninou. Do té doby se nepromokavosti dosahovalo pouze naolejováním látky.

## Použití
Pláštěnky jsou využívané především pro turistické a sportovní aktivity. Za těmito účely bývají na zádech natolik rozšířené, aby se pod ně vešel i batoh. Pro výše zmíněné účely je výhodná sbalitelnost do kapsy a prodyšnost materiálu, případně i reflexní prvky. Vybrané turistické pláštěnky mohou sloužit také jako plachty.
Oblíbenost si získaly i pláštěnky pro psy a pláštěnky na batohy.

## Galerie

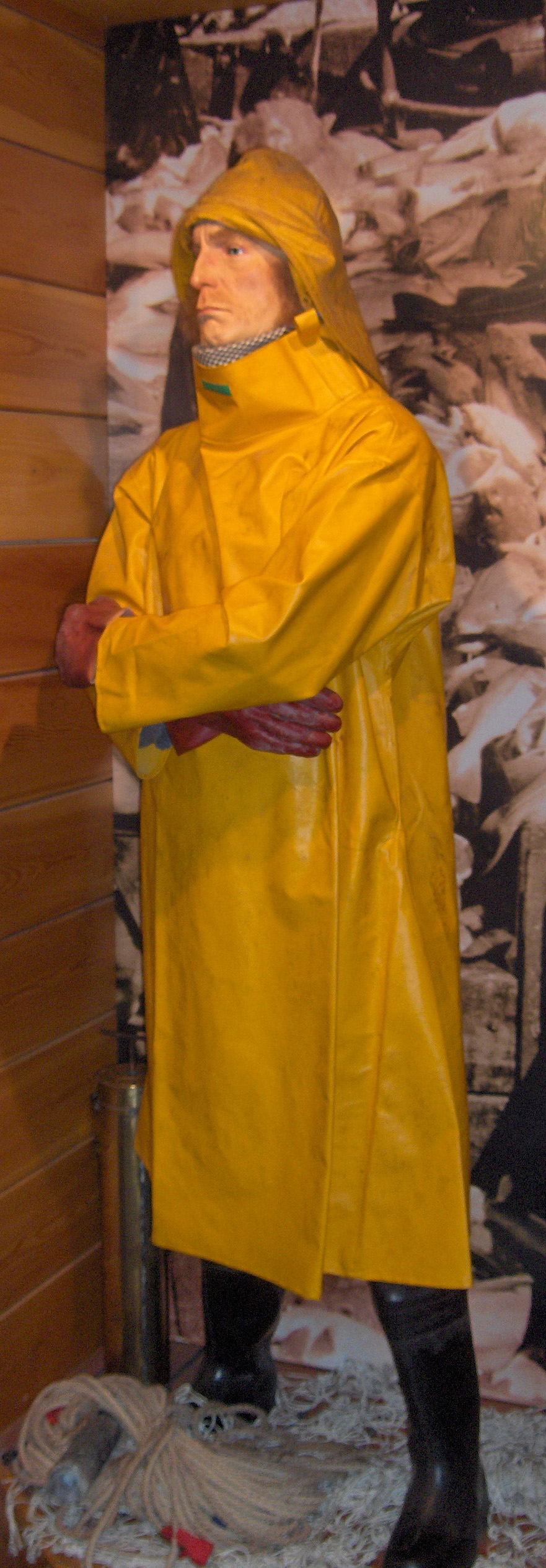
Rybářská pláštěnka z voděodolného materiálu
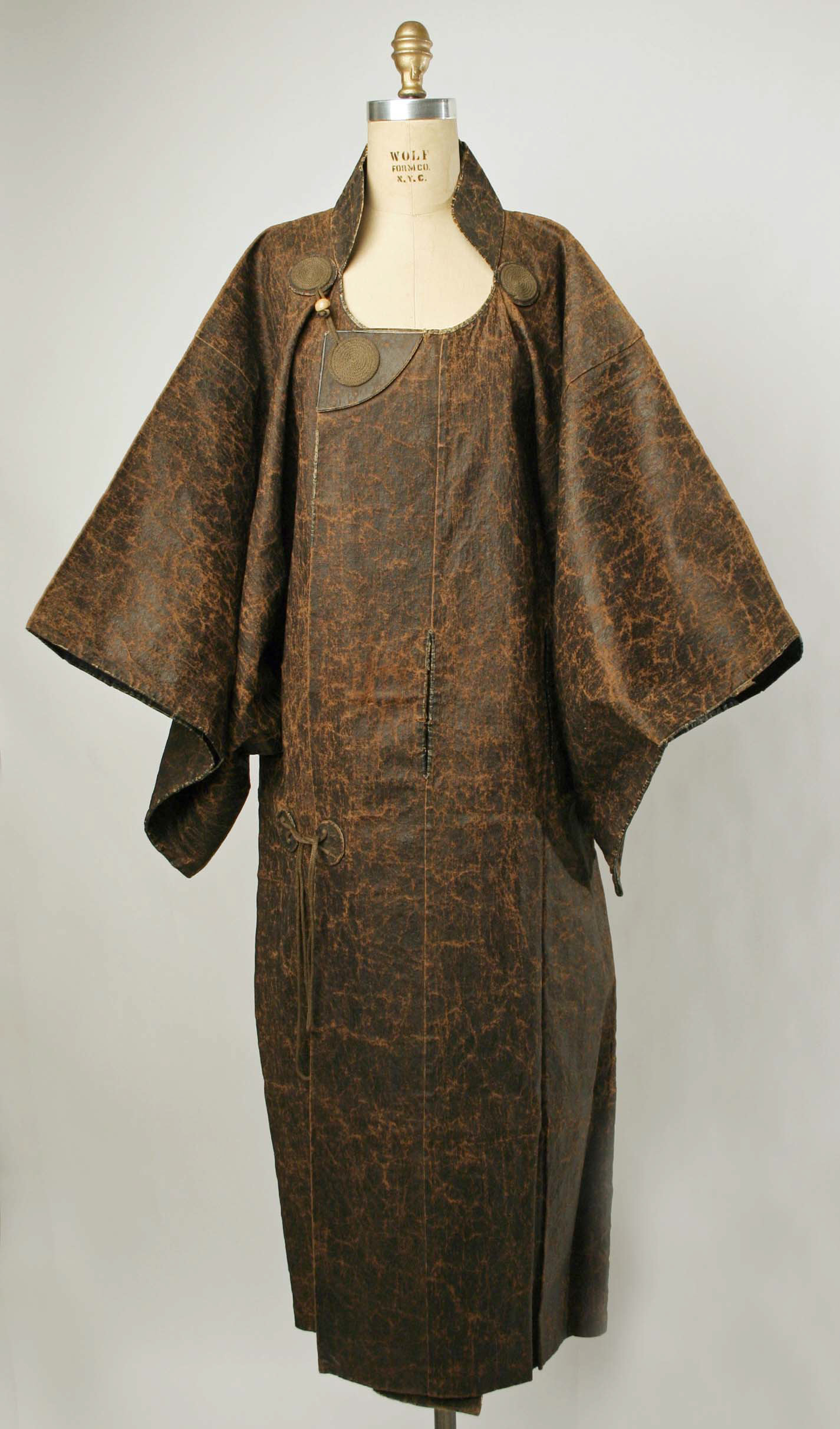
Pláštěnka z glazovaného hedvábí, Japonsko, konec 18. st.
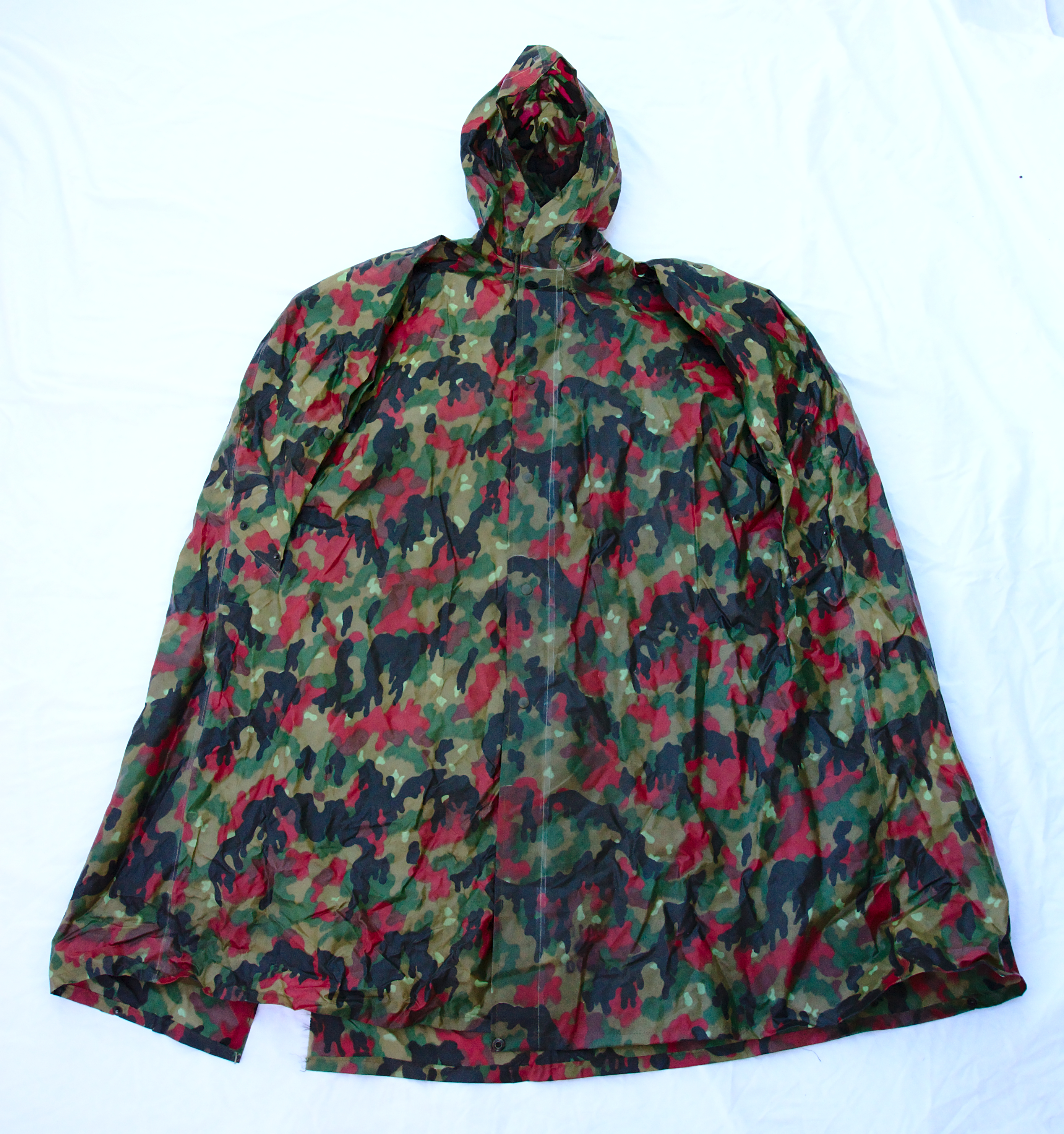
Typ pončo
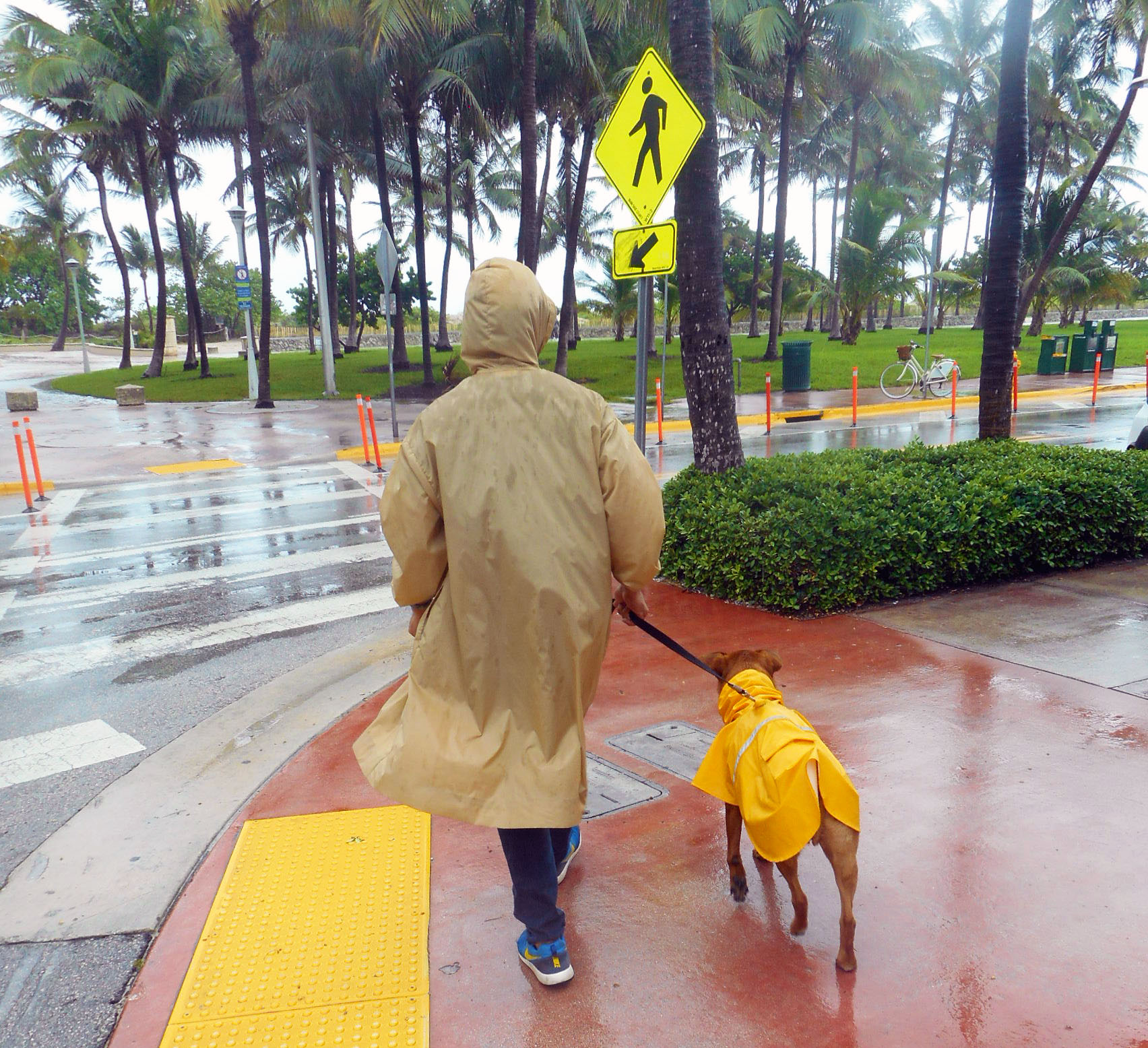
Pes i majitel v pláštěnkách